# Doxologie
Een doxologie (Grieks: doxa - eer, heerlijkheid) is een liturgische formule ter afsluiting van een gebed of een voorlezing. Een doxologie brengt eer aan de heerlijkheid van God. Dit gebruik is ontleend aan de doxologieën in gebeden van zowel het jodendom als het christendom en worden veelvuldig gebruikt in de liturgie. Doxologieën worden zelf besloten door een acclamatie (Amen). 
In het christendom is de doxologie van het Pater Noster zeer bekend: Quia tuum est regnum, Et potestas, Et gloria in saecula. Amen (‘Want van U is het koninkrijk en de kracht en de heerlijkheid in eeuwigheid. Amen').
Zowel in het Oude Testament (bijv. na Ps. 41, 72, 89, 106) als in het Nieuwe Testament (vooral in de brieven van Paulus) vindt men vele doxologieën. Het christendom kent het Gloria Patri (Eer aan de Vader ...) als de kleine doxologie en het Gloria in excelcis Deo (Eer aan God in den hoge ...) als de grote doxologie.

## Katholieke liturgie
In de katholieke liturgie komt de doxologie onder meer voor in de mis en de getijden. 
- Voorbeelden van een doxologie:

- Het Eucharistisch gebed wordt altijd door de priester besloten met de zogenoemde Slotdoxologie:

waarop de gelovigen antwoorden met de acclamatie "Amen".
Genoemde formules tonen eveneens het trinitarische karakter van de doxologie. Daarentegen plaatst de zogenaamde Kleine Doxologie (Gloria Patri et Filio et Spiritui sancto) de Vader, Zoon en Heilige Geest naast elkaar als eenheid (en niet in relatie tot elkaar). Dit gebruik om de eenheid van de Triniteit te benadrukken stamt uit de Oosterse kerken, waarschijnlijk als gevolg van de daar hevigere strijd tegen het arianisme, dat zich in de christologie tegen de leer van de Drievuldigheid keerde.

## Muziek
Men maakt onderscheid tussen de Grote Doxologie, het Gloria (Eer aan God in de hoge) en de Kleine Doxologie:
Een voorbeeld van het gebruik van de doxologie in de barokmuziek is de cantate Gloria in excelsis Deo van Johann Sebastian Bach. Deze cantate heeft als titel de naam van de grote doxologie (dit is tevens het openingskoor) en de aria bezingt de kleine doxologie.